# The Piper at the Gates of Dawn
The Piper at the Gates of Dawn este albumul de debut al trupei Pink Floyd și singurul realizat cu Syd Barrett ca lider al formației- cu toate că acesta a avut și unele contribuții la următorul album A Saucerful of Secrets. Albumul este privit ca unul dintre cele mai influente făcute vreodată, având un rol major în dezvoltarea rockului psihedelic. Discul conține versuri despre spațiul intergalactic, sperietori de ciori, gnomi, biciclete și basme alături de fragmente psihedelice instrumentale. Albumul a fost lansat inițial în 1967 de către Columbia/EMI în Regatul Unit și de către Tower/Capitol în Statele Unite; ediții limitate ale albumului au fost reeditate pentru a marca aniversările de 30 respectiv 40 de ani de la apariția originalului, în 1997 și 2007.

## Tracklist
1. "Astronomy Domine" (4:12)
2. "Lucifer Sam" (3:07)
3. "Matilda Mother" (3:08)
4. "Flaming" (2:46)
5. "Pow R. Toc H." (Syd Barrett, Roger Waters, Richard Wright, Nick Mason) (4:26)
6. "Take Up Thy Stethoscope and Walk" ( Roger Waters) (3:05)
7. "Interstellar Overdrive" (Syd Barrett, Roger Waters, Richard Wright, Nick Mason) (9:41)
8. "The Gnome" (2:13)
9. "Chapter 24" (3:42)
10. "Scarecrow" (2:11)
11. "Bike" (3:21)

- Toate cântecele au fost scrise de Syd Barrett cu excepția celor notate.

## Single-uri
- "See Emily Play" (1967)
- "Flaming" (1967)

## Componență
- Syd Barrett - chitară, voce principală
- Nick Mason - baterie, percuție
- Roger Waters - chitară bas, voce
- Richard Wright - Farfisa Compact Duo, orgă Hammond, pian, voce